# Overtown (Miami)
Overtown è un quartiere residenziale di Miami, nella Contea di Miami-Dade della Florida, negli Stati Uniti d'America, a nordovest di Downtown Miami.
L'area della zona è di 3,41 km2 e la popolazione nel 2010 di 6.736 abitanti.

Chiamata originariamente Colored Town tra la fine del XIX fino e la metà del XX secolo, durante il periodo delle Leggi Jim Crow, l'area rappresentò il centro della comunità afroamericana dell'Area metropolitana di Miami.

## Geografia
Il quartiere è delimitato a nord dalla NW 20th Street, a sud dalla NW 5th Street, ad ovest dal Miami River e dalla Dolphin Expressway (Florida State Road 836), mentre ad est dalla Florida East Coast Railway e dalla NW 1st Avenue.
Sul suo confine occidentale si trova lo Spring Garden Historic District, compreso tra NW 11th Street ed il Miami River dal Seybold Canal alla NW 12th Avenue. Riguarda edifici costruiti dagli anni 1920 agli anni 1940 ed è stato designato come distretto storico nel 1997. Per la presenza di sorgenti d'acqua potabili e la vicinanza a Downtown ed al campo di golf del Royal Palm Hotel (il primo hotel di Miami, costruito da Henry Flagler nel 1897), il quartiere rappresentava una zona residenziale di fascia alta quando iniziò la vendita dei suoi primi lotti nel 1919. Le abitazioni sono di stile tradizionale in legno o muratura, craftsman, mission e Streamline Moderno.
L'area occidentale tra la interstate 95 ed il Miami River e tra la NW 5th St e la NW 11th St viene chiamata The Swamp (la palude), mentre i quattro isolati tra NW 2nd - 3rd Avenues e NW 8th - 10th St sono indicati come Historic Overtown Folklife Village, oggetto di un importante progetto di riqualificazione.

## Storia

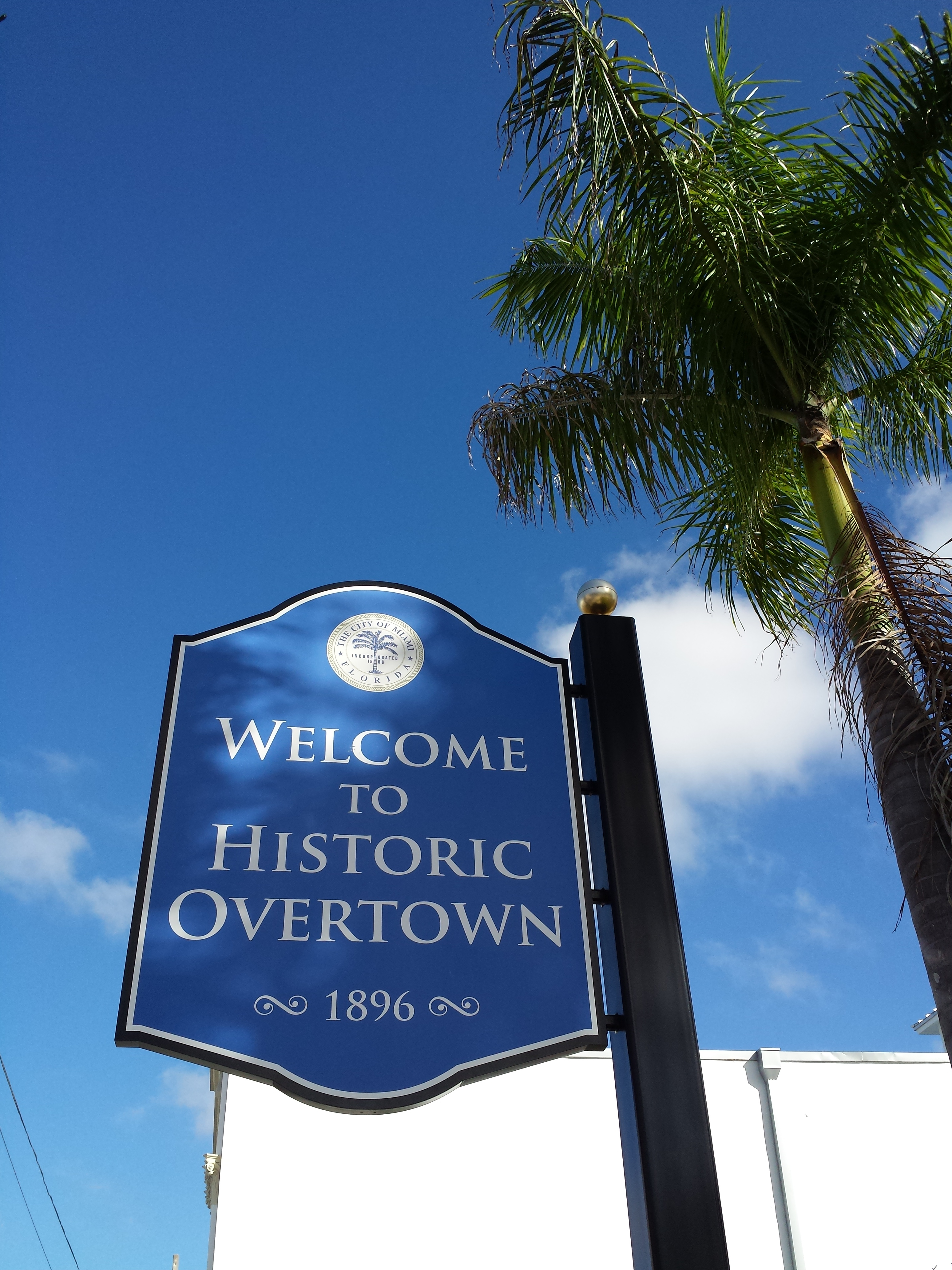
Cartello all'ingresso dell'Overtown Folklife Village, sulla 2nd Avenue

Parte del nucleo storico di Miami, Overtown fu designato come quartiere per persone di colore dopo la creazione della municipalità di Miami nel 1896. La creazione della municipalità di Miami avvenne sotto la pressione dell'industriale Henry Flagler, coinvolto nelle attività dell Standard Oil e della Florida East Coast Railway, i cui lavoratori di colore risiedevano nei pressi di Downtown Miami, appena a nord del Royal Palm Hotel di Flagler sul Miami River. Nonostante che la creazione della città di Miami avvenne grazie ad una popolazione principalmente di colore (168 dei 362 uomini che votarono a favore erano neri), la segregazione prevista dalle leggi del Profondo Sud secondo il principio del separati ma uguali impose la designazione di una parte della città, quella appunto a nord ed ovest della Florida East Coast Railway, come "Colored Town."
Come secondo quartiere di Miami ad essere abitato da più tempo dopo Coconut Grove, l'area si sviluppò come centro commerciale, principalmente lungo la Northwest Second Avenue. Sede del Lyric Theatre (completato nel 1913) ed altre attività economiche, la Northwest Second Avenue era il corso della comunità nera in un'epoca nella quale, fino ai Civil Rights Act (1964), alla popolazione di colore era proibito accedere senza passi ad aree riservate alla popolazione bianca di ceto medio ed alto come Miami Beach e Coral Gables.
Durante il boom immobiliare della Florida degli anni 1920, Overtown era la residenza di uno dei primi milionari di colore degli Stati Uniti d'America meridionali, Dana Albert Dorsey (proprietario di Fisher Island), oltre ad ospitare la Booker T. Washington High School, la prima scuola superiore aperta a ragazzi di colore a sud della Contea di Palm Beach.
Movimenti popolari e mobilitazioni pubbliche, come quelle promosse dal reverendo John Culmer, che si batteva per migliori condizioni di vita per i neri dei ceti inferiori che negli anni 1920 vivano nello squallore, portò alla costruzione nel 1937 di Liberty Square in quello che oggi è Liberty City. Northwest Second Avenue e le zone adiacenti, una volta chiamata la "piccola Broadway" del sud, negli anni 1940 ospitò centinaia di attività economiche gestite da persone di colore, andando da librerie ad organizzazioni sociali, ospedali e night club.
Popolare sia tra i bianchi che nella popolazione di colore, Overtown era il centro del divertimento serale a Miami, comparabile a Miami Beach, nel periodo di suo massimo splendoro durante il boom economico seguito alla Seconda guerra mondiale negli anni 1940 e 1950. L'area rappresentò un luogo di rifugio e riposo per diversi artisti di colore come Count Basie, Ella Fitzgerald, Cab Calloway, Joséphine Baker, Billie Holiday e Nat King Cole, ai quali non era permesso alloggiare presso i locali dove si esibivano (come il Fontainebleau o l'Eden Roc) utilizzando quindi hotel di Overtown come il Mary Elizabeth Hotel. Anche altri personaggi di colore come William Edward Burghardt Du Bois, Zora Neale Hurston, Joe Louis e Jackie Robinson risiedettero nel quartiere.
L'area soffrì un severo declino economico dalla fine degli anni 1950. Problemi che vanno dalla ripianificazione urbana alla costruzione di autostrade come la Interstate 95 (successivamente North-South Expressway) e la Dolphin Expressway negli anni 1960, frammentarono quello che era un quartiere prosperoso, con la popolazione decimata dell'80% da 50.000 a poco più di 10.000 abitanti. L'area divenne povera e considerata un "ghetto" con la chiusure delle attività economiche e il ristagno della produzione.
Lo sviluppo fu risostenuto nell'area verso la fine degli anni 1980 con la costruzione della Miami Arena e la realizzazione di infrastrutture legate alla Metropolitana di Miami. Dagli anni 1990 e 2000 sono stati realizzati orti collettivi, oltre al rinnovamento dello storico Lyric Theatre ed agli sforzi di rivitalizzazione e gentrificazione sostenuti sia dalla città di Miami che dalla Contea di Miami-Dade.

## Monumenti e luoghi d'interesse

### Architetture religiose

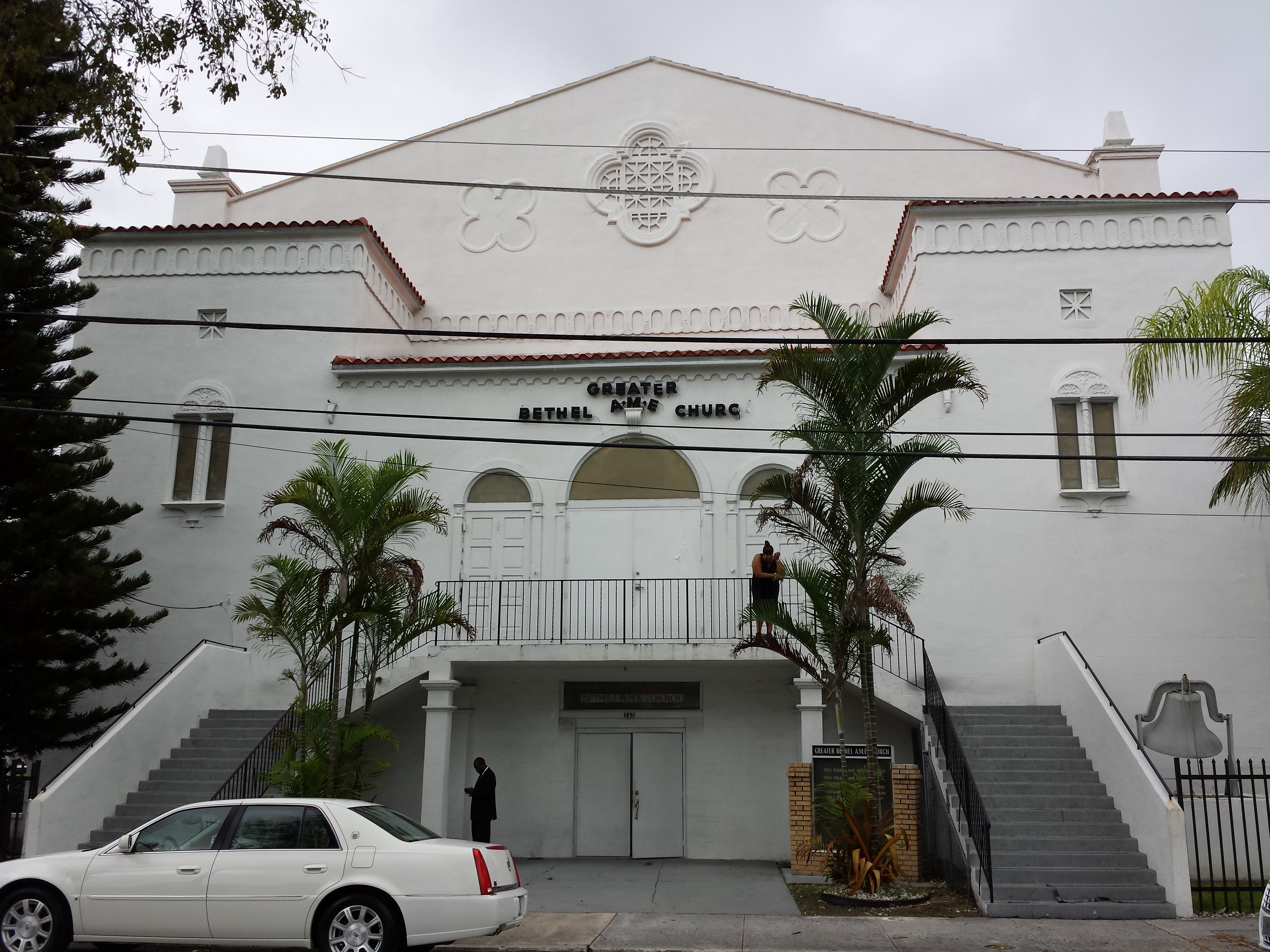
Greater Bethel AME Church, costruita nel 1927

- St. John Institutional Missionary Baptist Church, 1328 NW 3rd Ave
- Mount Zion Baptist Church, 301 NW 9th St NW 3rd Ave
- The Historic St Agnes Episcopal Church, 1750 NW 3rd Ave
- Ebenezer Methodist Church, 1042 NW 3rd Ave NW 11th St
- Greater Bethel African Methodist Episcopal Church, 245 NW 8th St
- Temple Baptist Church, 1723 NW 3rd Ave
- Saint Peter's Antiochian Orthodox Catholic Church, 1811 NW 4th Ct
- A.M. Cohen Temple Church of God in Christ, 1747 NW 3rd Ave
- Christ Church of The Living God, 225 NW 14th Ter
- Triumph The Church and Kingdom of God in Christ, 1752 NW 1st Ct
- Mt. Olivette Baptist Church, 1450 NW 1st Ct
- St. Francis Xavier Catholic Church, 1682 NW 4th Ave
- New Hope Primitive Baptist Church, 1301 NW 1st Pl
- Greater Israel Bethel Primitive Baptist Church, 160 NW 18th St
- Greater Mercy Missionary Baptist Church, 1135 NW 3rd Ave

### Architetture civili

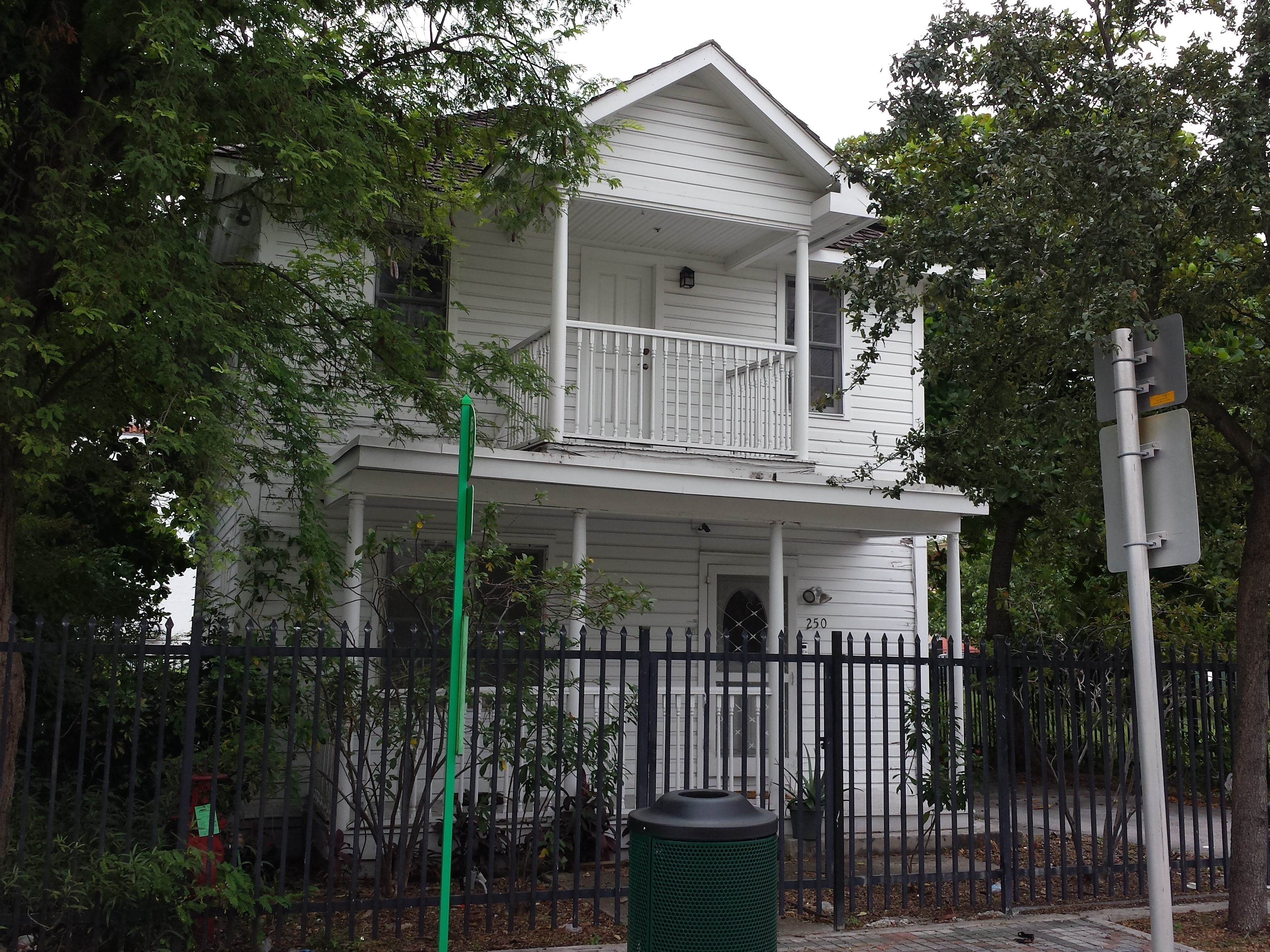
D.A. Dorsey House, costruita nel 1914

- Dr. William A. Chapman House (1923), 526 NW 13th Street: abitazione di uno dei primi dottori di colore a Miami;
- Dana A. Dorsey House (1913), 250 NW 9th St: abitazione di uno dei principali uomini d'affari di colore di Miami;
- X-Ray Clinic (1939), 171 NW 11th St: ambulatorio di radiografia realizzato nel 1939 a fronte del divieto per le persone di colore ad accedere alle strutture sanitarie pubbliche;
- Ward Rooming House (1925), 249 NW 9th St: antico ostello per persone di colore attualmente adibito a galleria;
- International Longshoremen's Association (1936), 816 NW 2nd Ave: sede dell'associazione dei lavoratori portuali;
- New Providence Lodge (1947), 941 NW 3rd Ave: secondo tempio massonico (#365) più antico della contea di Miami-Dade;
- Hindu Temple (1920), 870 NW 11th St: abitazione dell'uomo di commercio John Seybold costruita ispirandosi al set del film The Jungle Trial;
- Dorsey Memorial Library, 100 NW 17th Street: chiusa nel 1961.

### Aree naturali

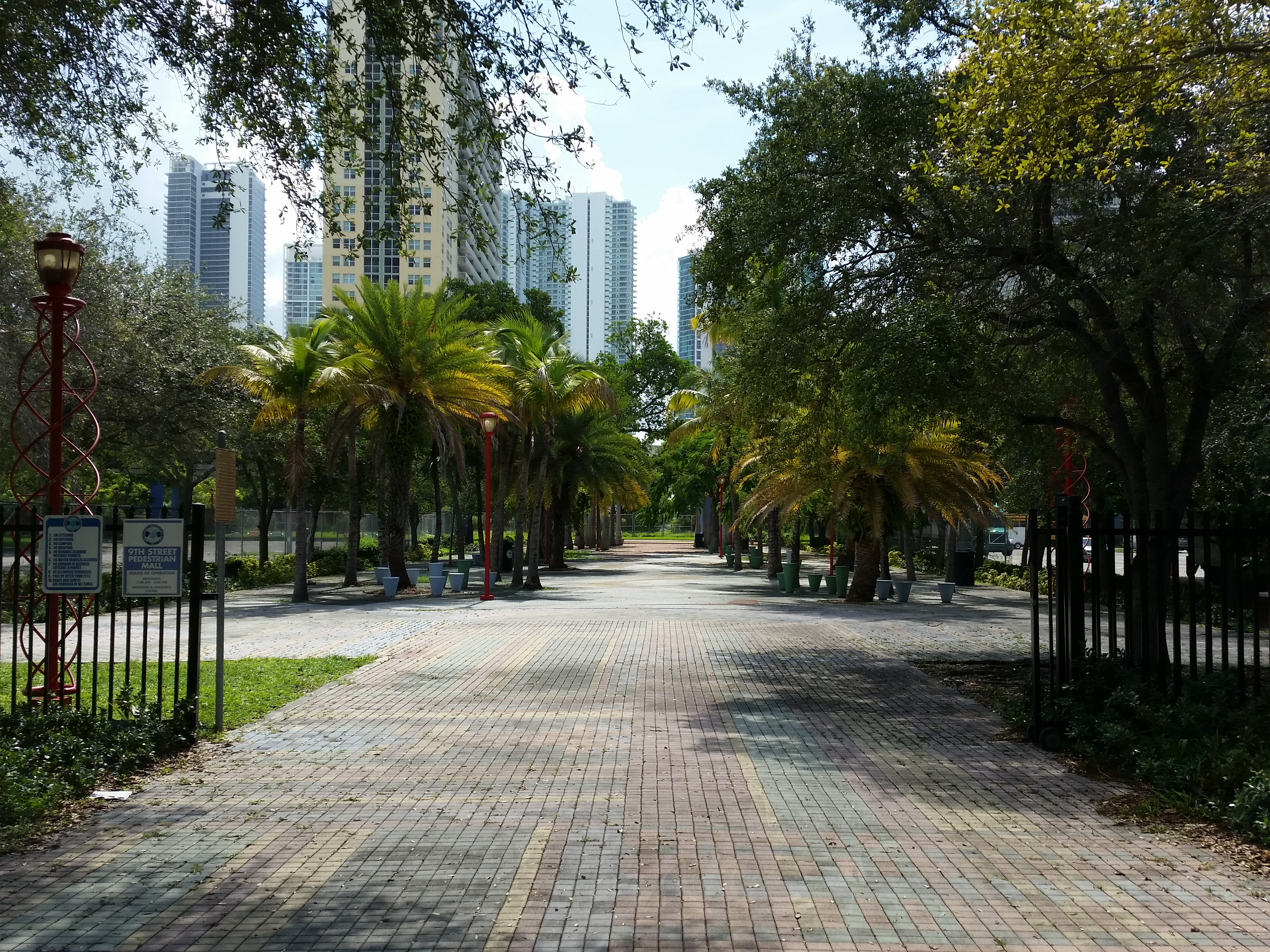
Ninth Street Pedestrian Mall

- Ninth Street Pedestrian Mall, tra la NW 9th St e la NW 2nd Ave;
- Dorsey Park, 1701 NW 1st Ave;
- Gibson Park, 401 NW 12th St;
- Henry Reeves Park, 600 NW 10th St;
- Rainbow Village Park, NW 4th Ct;
- Williams Park, 1717 NW 5th Ave;
- Town Park, NW 17th Street NW 5th Avenue;
- Spring Garden Point Park, 601 NW 7th Street Rd.

## Società

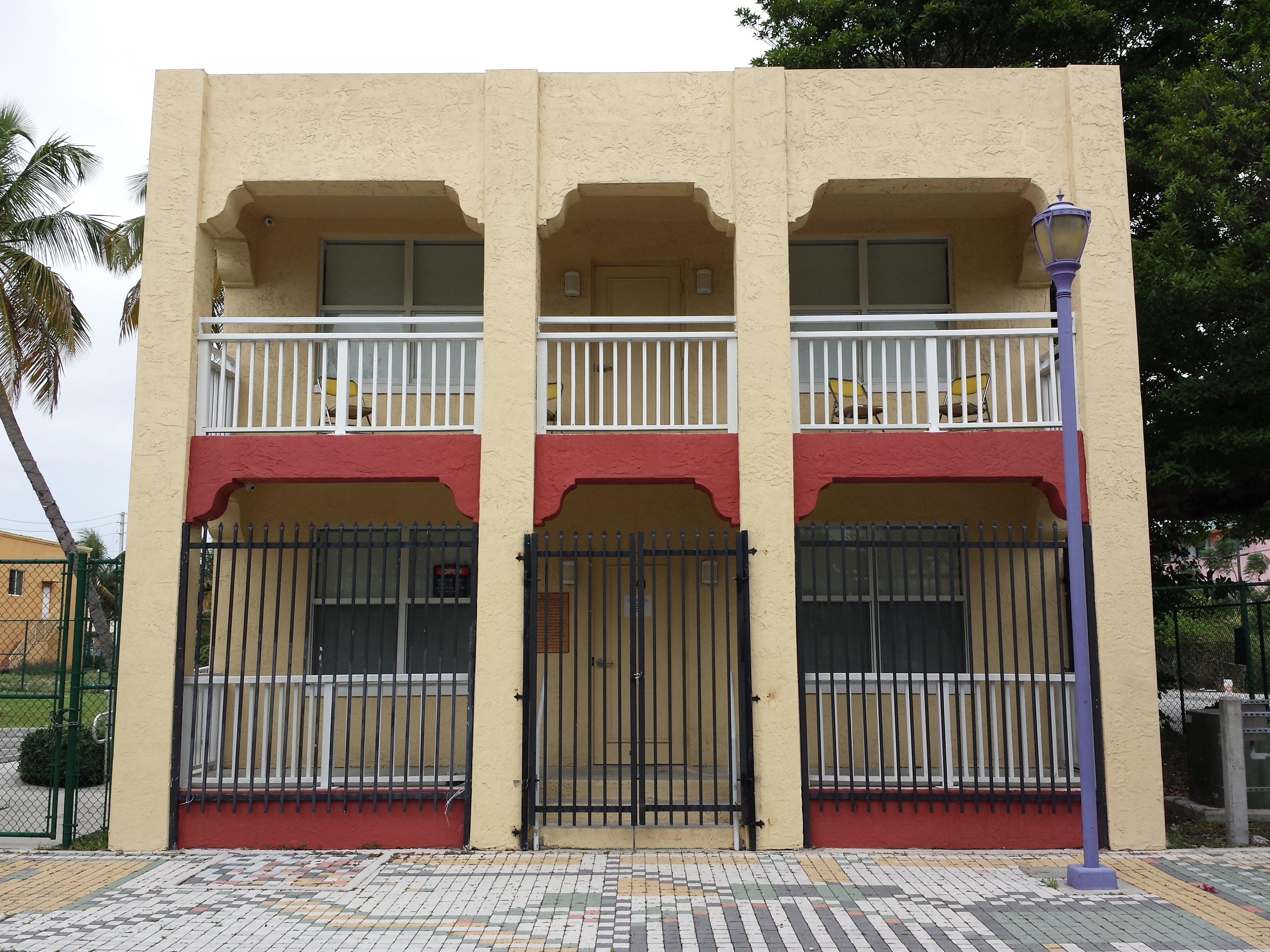
Ward Rooming House, ex ostello oggi adibito a galleria

### Evoluzione demografica
Nel 2000, Overtown aveva una popolazione di 10.029 abitanti, con 3.646 nuclei famigliari e 2.128 famiglie residenti nel quartiere. Il reddito medio per famiglia era di $13.211,99. La composizione razziale del quartiere era del 19.90% di ispanici o latini, 74.77% di persone di colore, 3.27% di bianchi e 2.05% di altre razze.

### Istituzioni, enti e associazioni
- Overtown Neighborhood Enhancement Team, 1490 NW 3rd Ave Suite 112-B;
- Culmer Neighborhood Service Center, 1600 NW 3rd Ave;
- Overtown Youth Center, 450 NW 14th St 14th Street and NW 3rd Ave;
- Southeast Overtown/Park West Community Redevelopment Agency, 1490 NW 3rd Ave Ste 105;
- Jefferson Reaves Sr. Health Center, 1009 NW 5th Ave NW 10th St;
- Miami Rescue Mission, 2250 NW 1st Court.

## Cultura

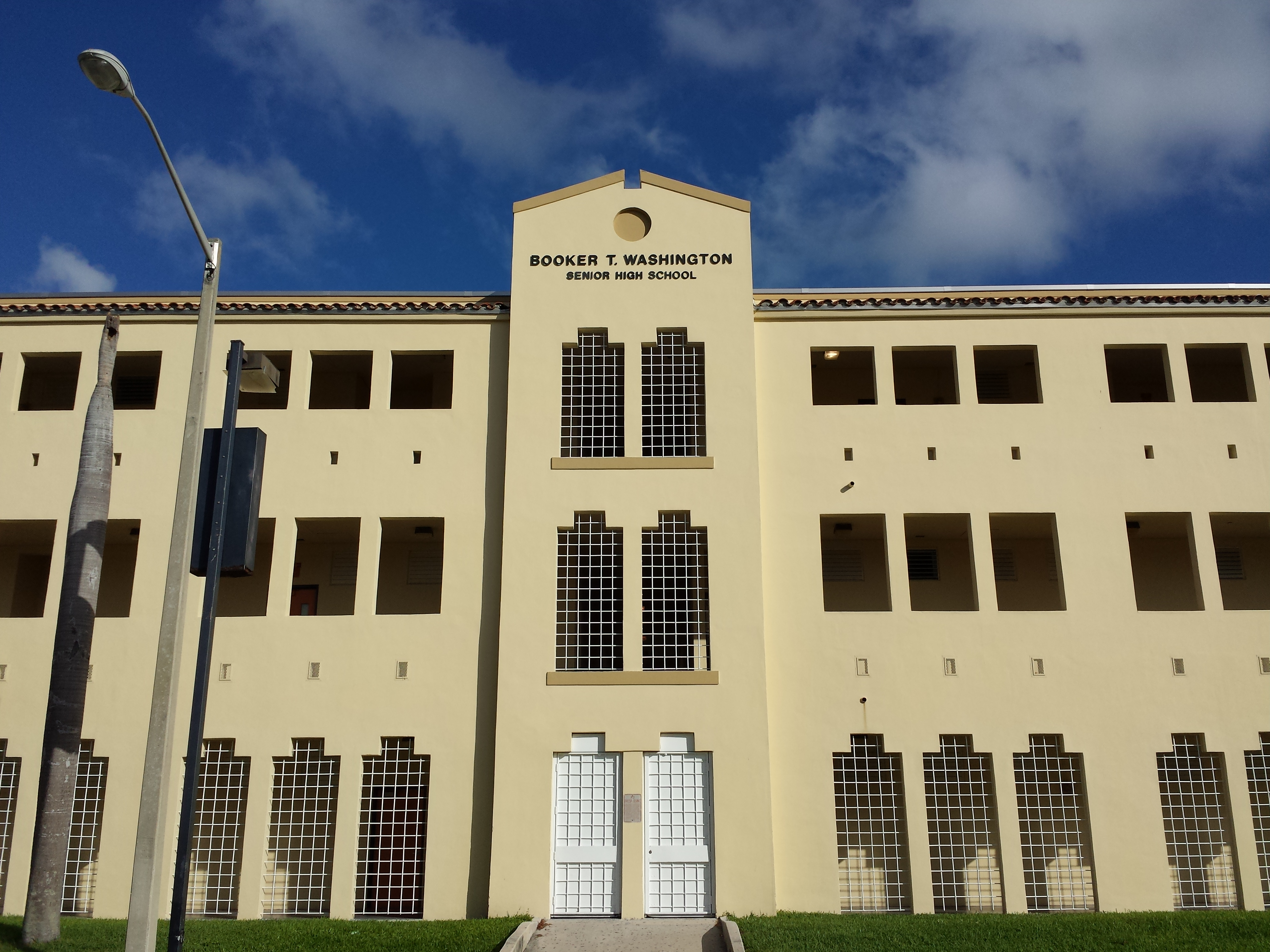
Booker T. Washington High School

### Biblioteche
- Culmer/Overtown Branch Library - Miami-Dade Public Library System, 350 NW 13th St (con le mura esterne decorate dal pittore espressionista di Overtown Purvis Young)

### Scuole
Nel quartiere si trovano le seguenti scuole:
- Phillis Wheatley Elementary School, 1801 NW 1st Pl;
- Frederick Douglass Elementary School, 314 NW 12th St;
- Paul Lawrence Dunbar Elementary, 505 NW 20th St;
- Booker T. Washington Senior High School, 1200 NW 6th Ave;
- Theodore R. and Thelma A. Gibson Charter School, 1682 NW 4th Ave.

### Musei

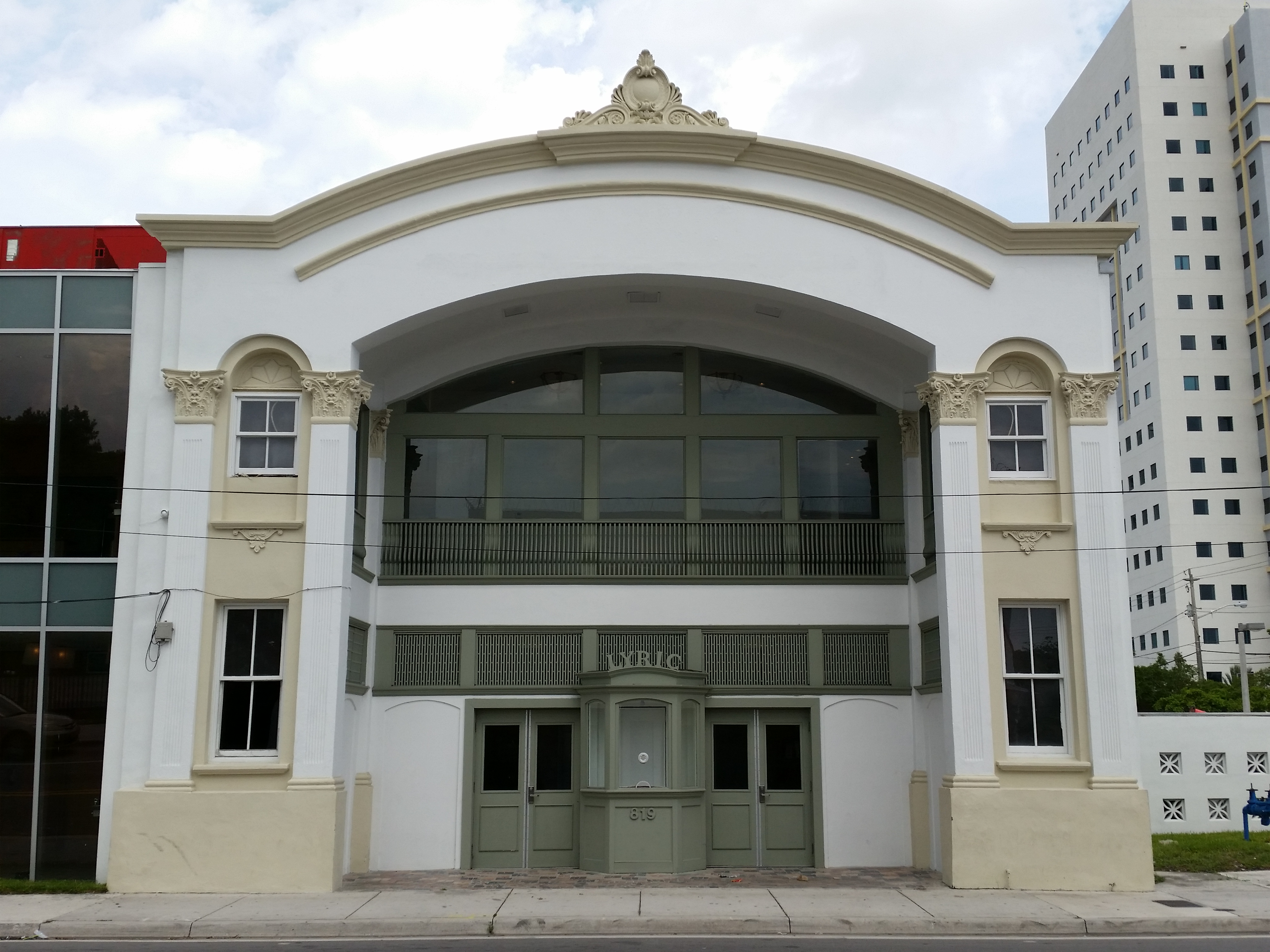
Lyric Theater, costruito nel 1913

- Black Police Precinct & Courthouse Museum, 480 NW 11th St

### Teatri
- Lyric Theater, 819 NW 2nd Ave

## Infrastrutture e trasporti
Overtown è servita dalla Metropolitana di Miami con le stazioni di: 
- Historic Overtown/Lyric Theatre (100 NW 6th St, all'incrocio con la NW 1st Ave)
- Culmer (701 NW 11th St)

## Galleria d'immagini

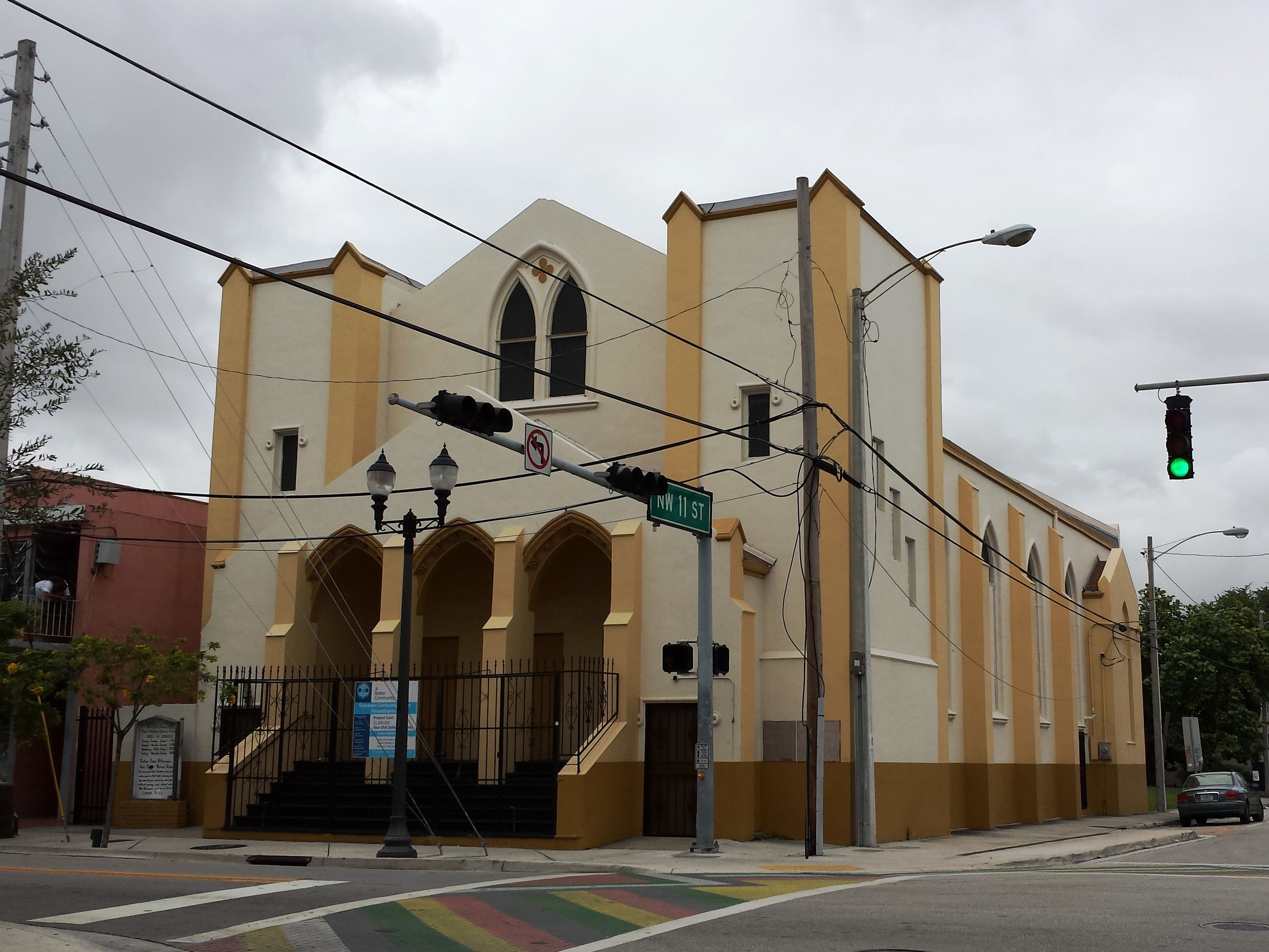
Ebenezer Methodist Church, costruita nel 1948
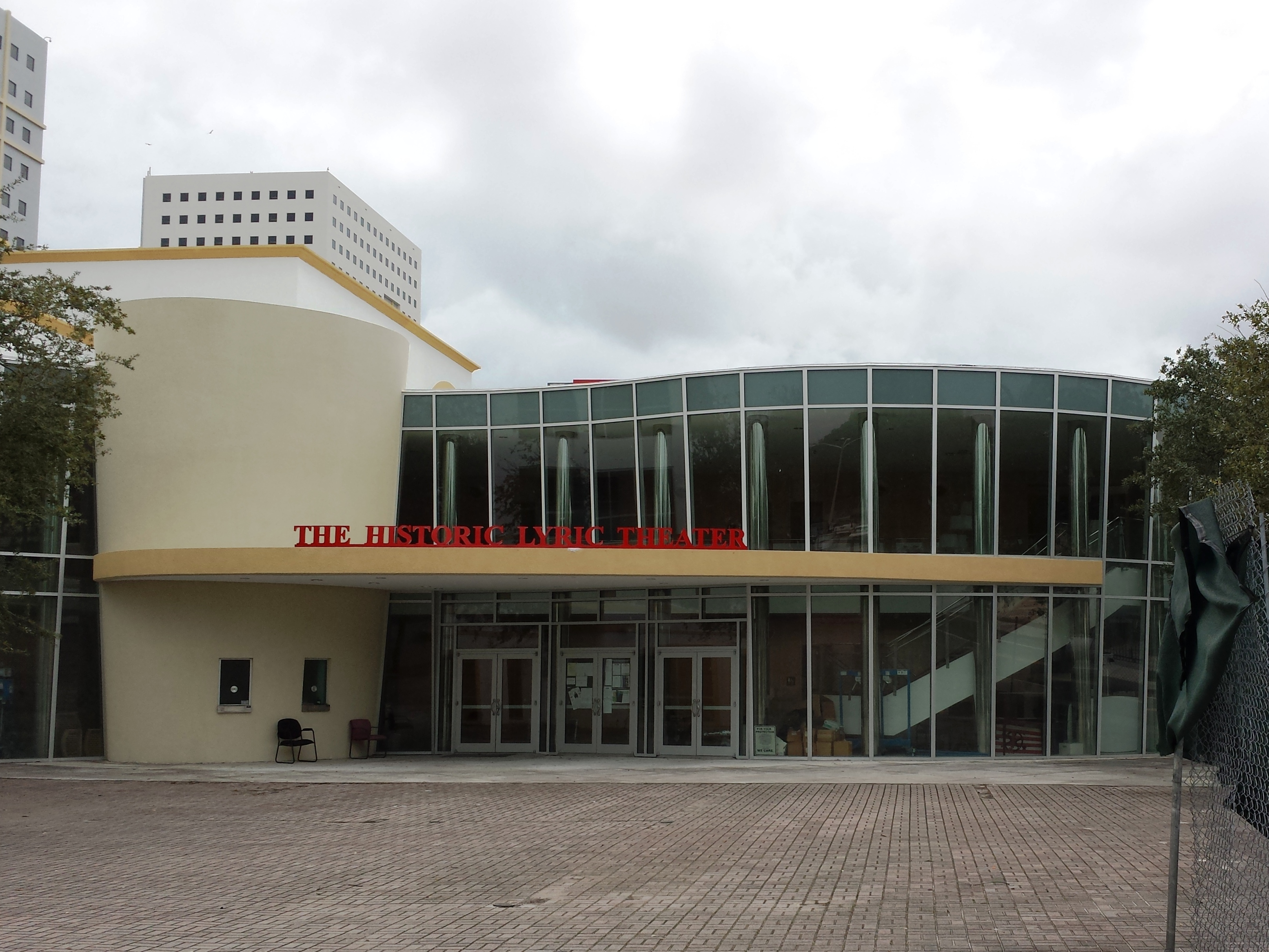
Historic Overtown Lyric Theatre, costruito nel 1913
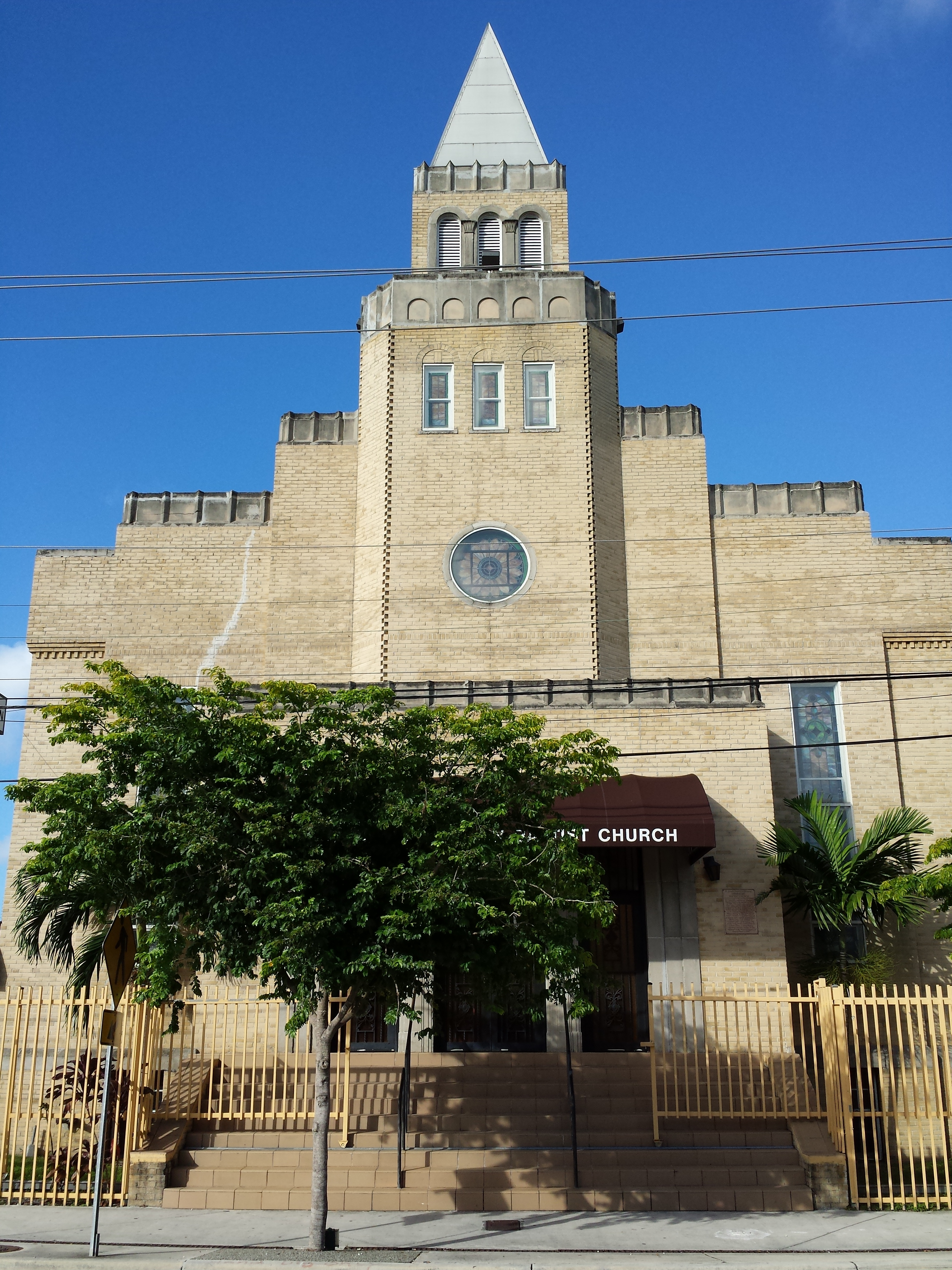
St. John's Baptist Church, costruita nel 1940
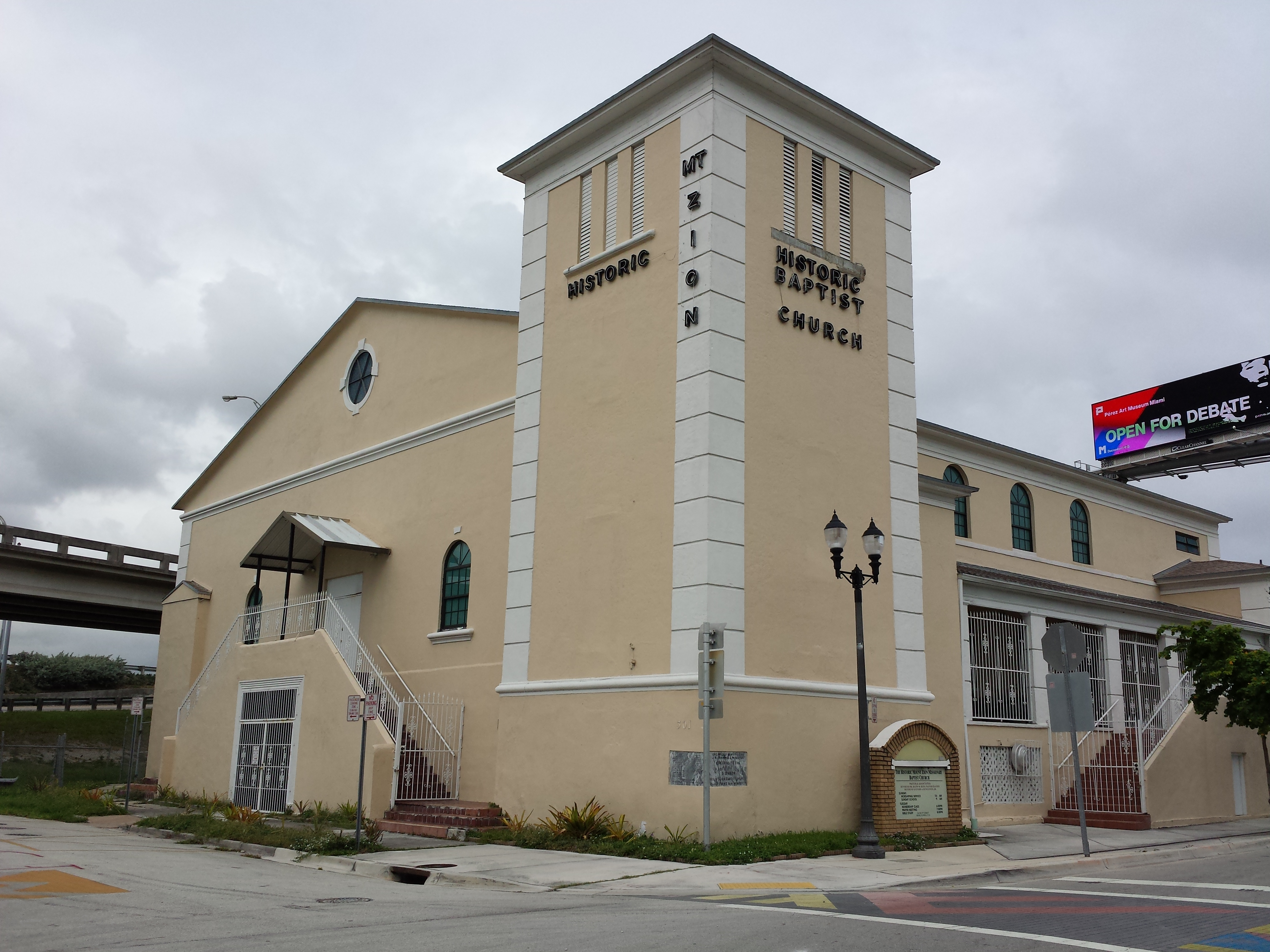
Mt. Zion Baptist Church, costruita nel 1928
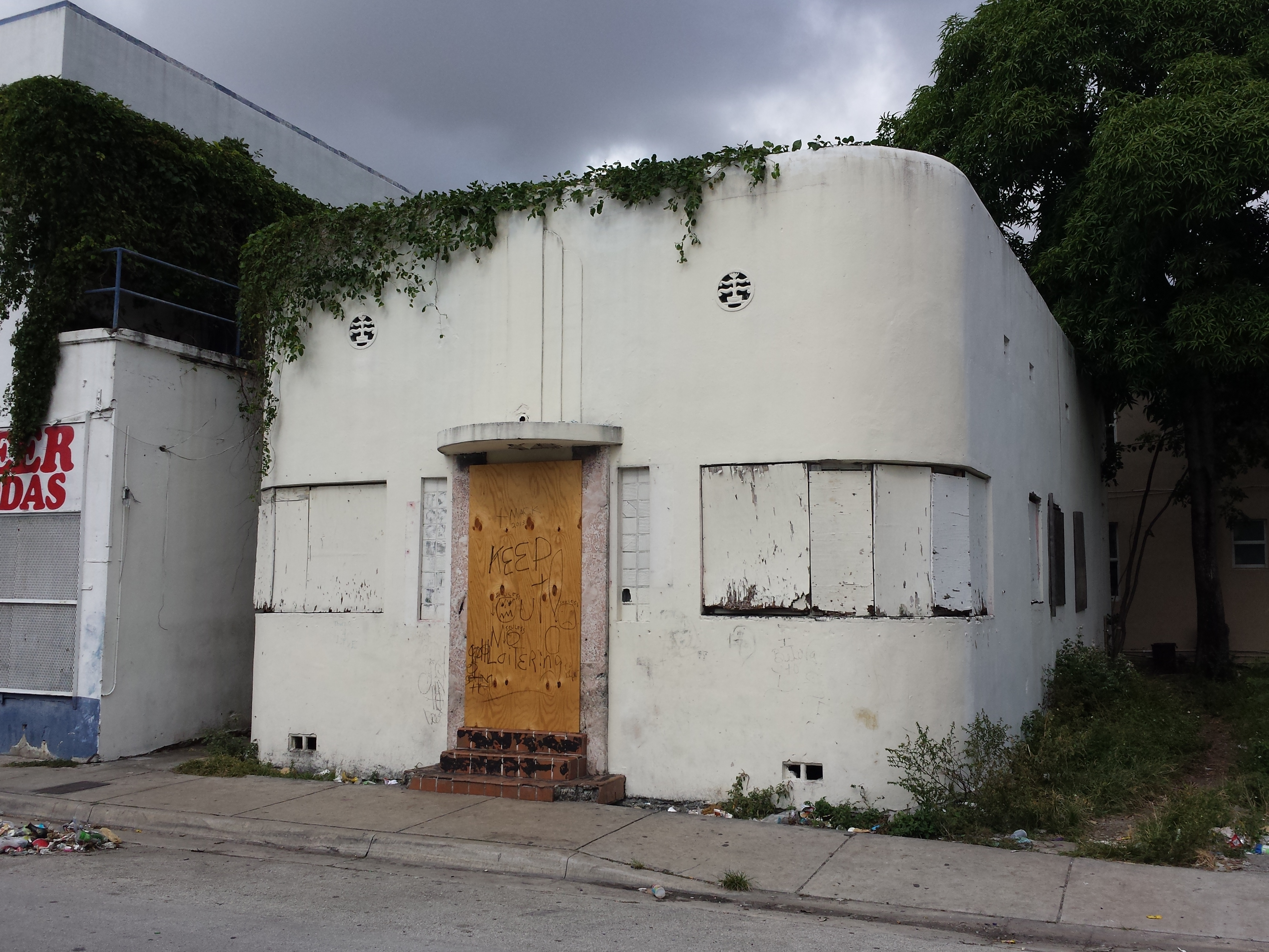
X-Ray Clinic, del 1939
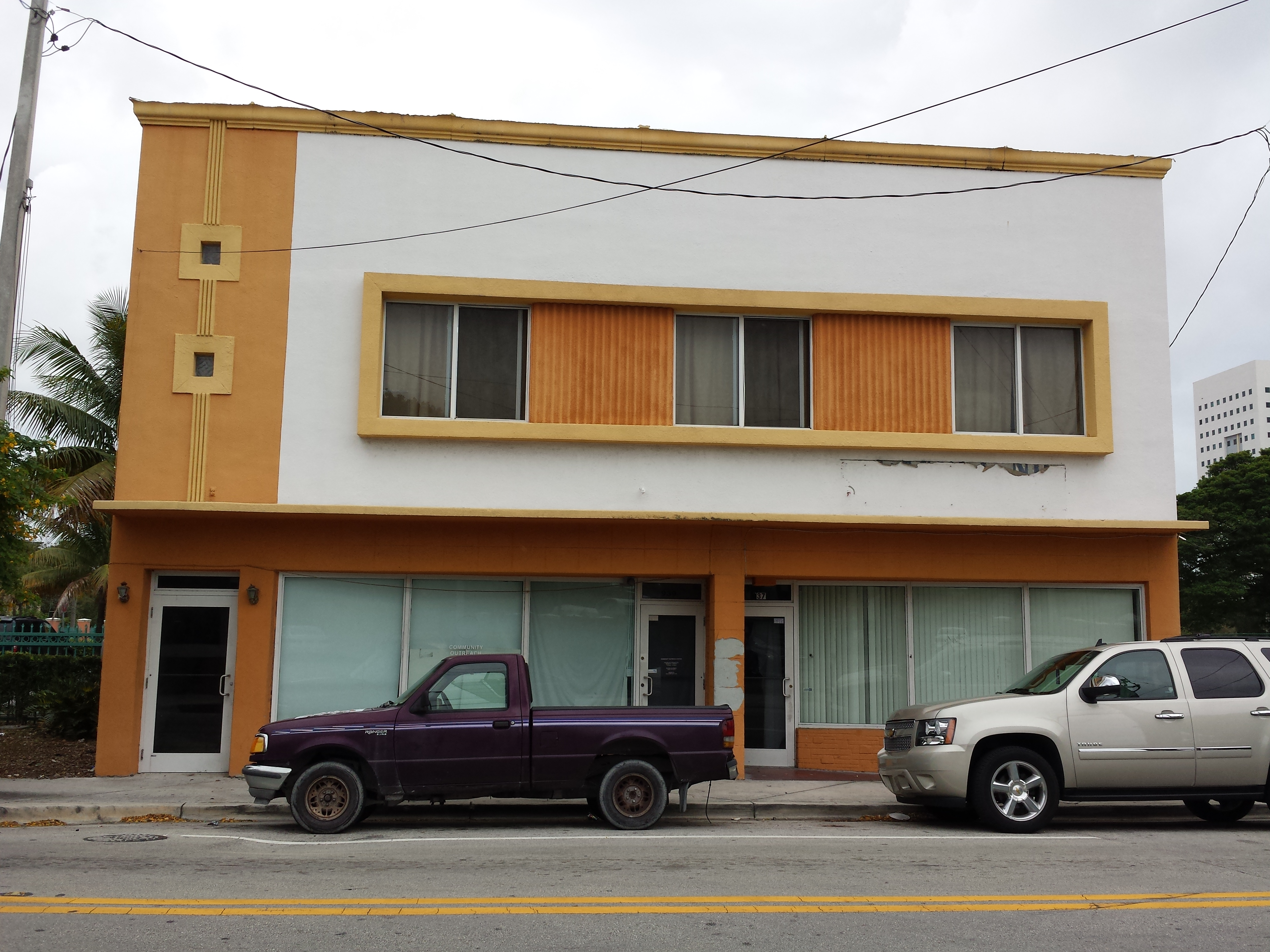
New Providence Lodge
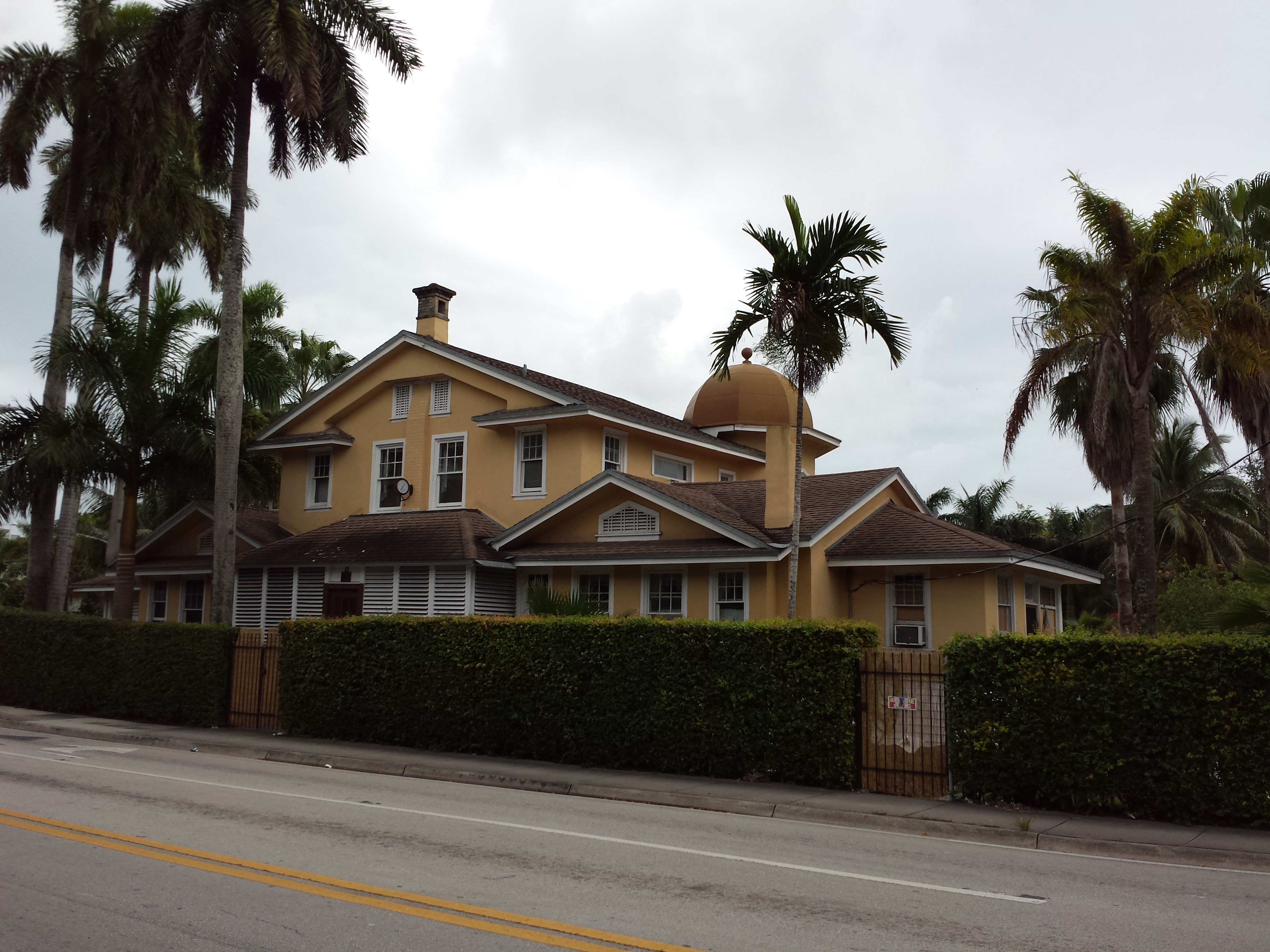
Spring Garden Hindu Temple
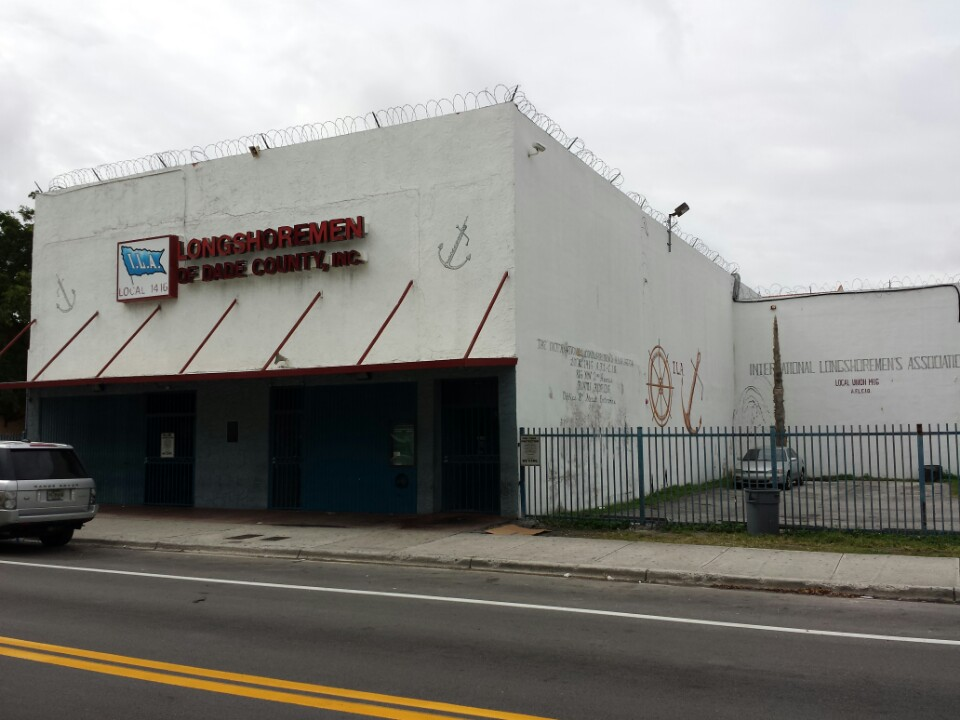
International Longshoremen’s Association
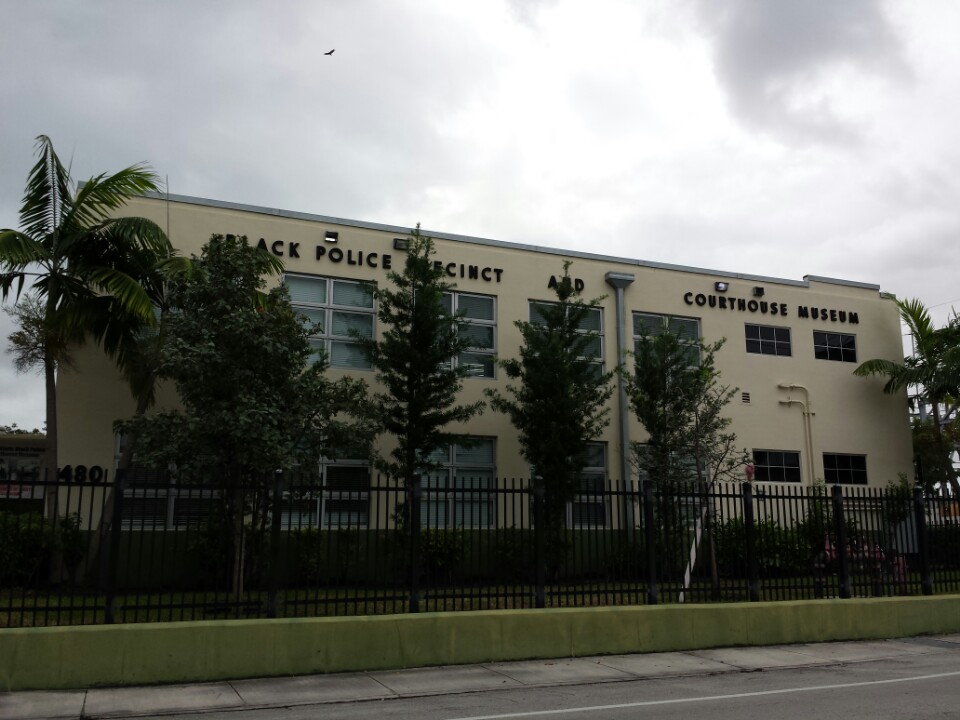
Black Police Precinct and Courthouse Museum
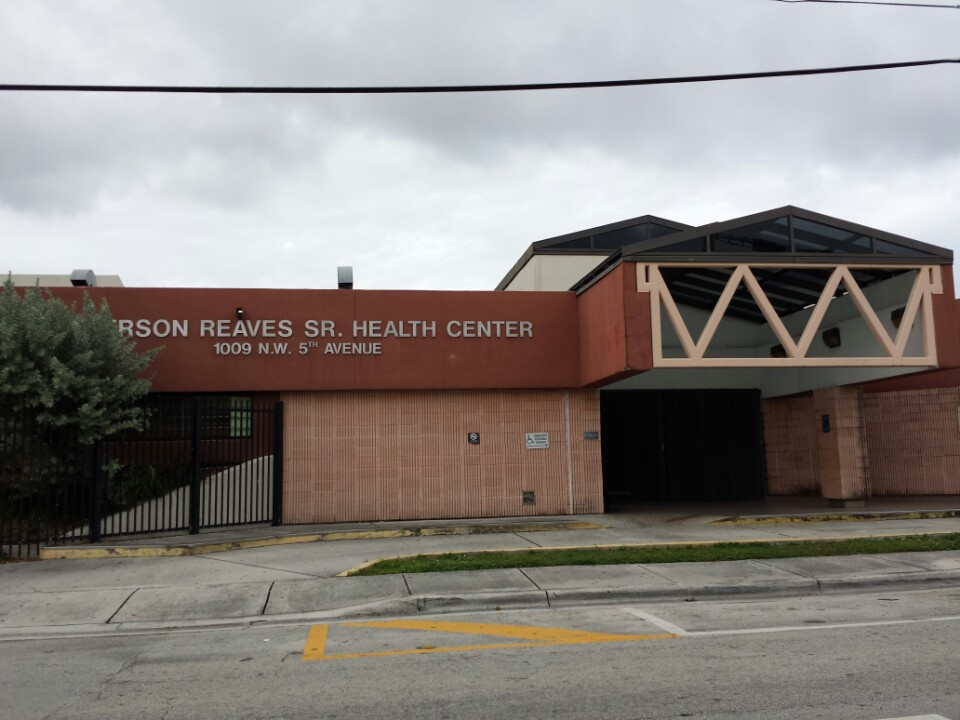
Jefferson Reaves Sr. Health Center
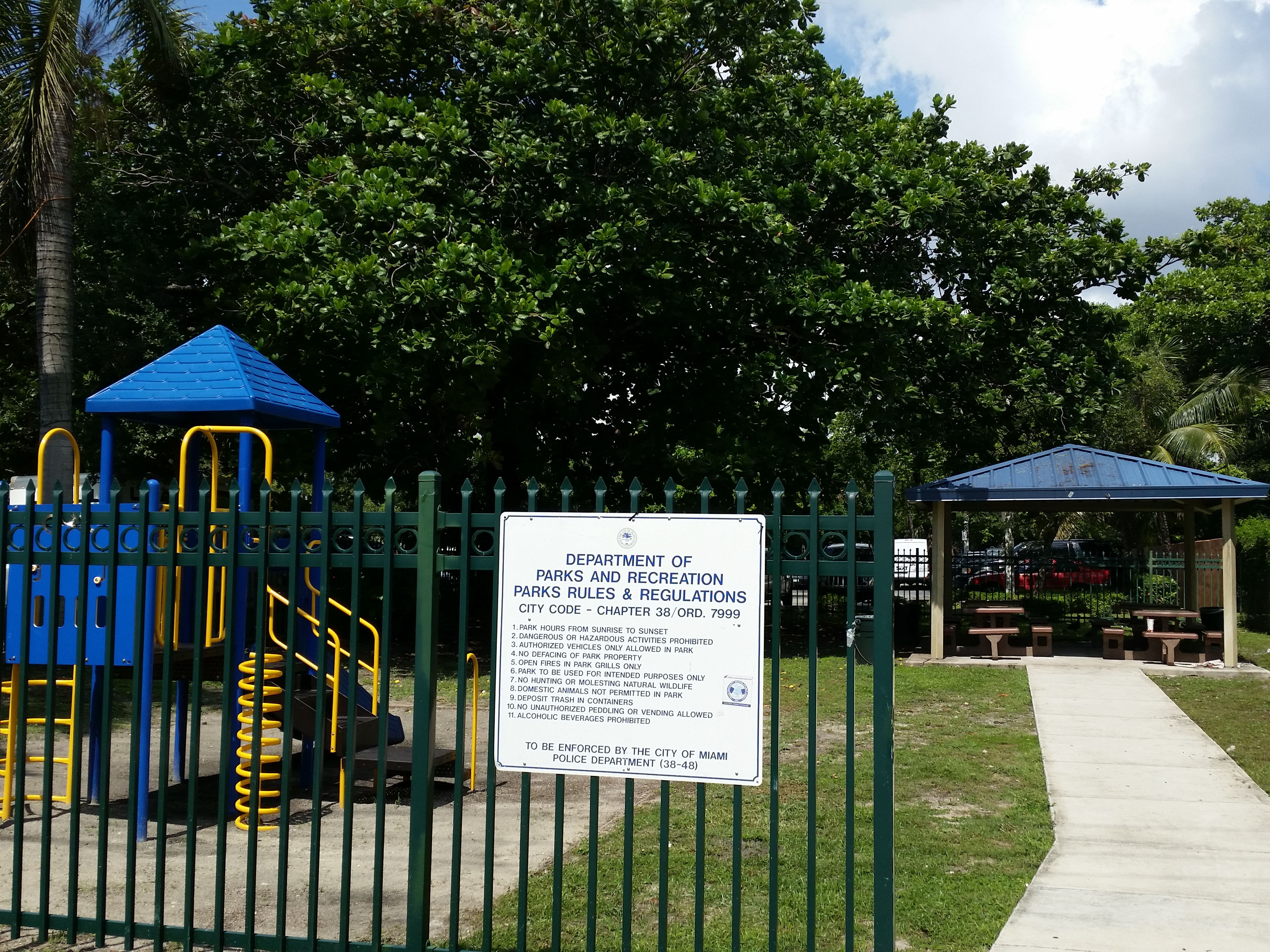
NW 3rd Avenue Park
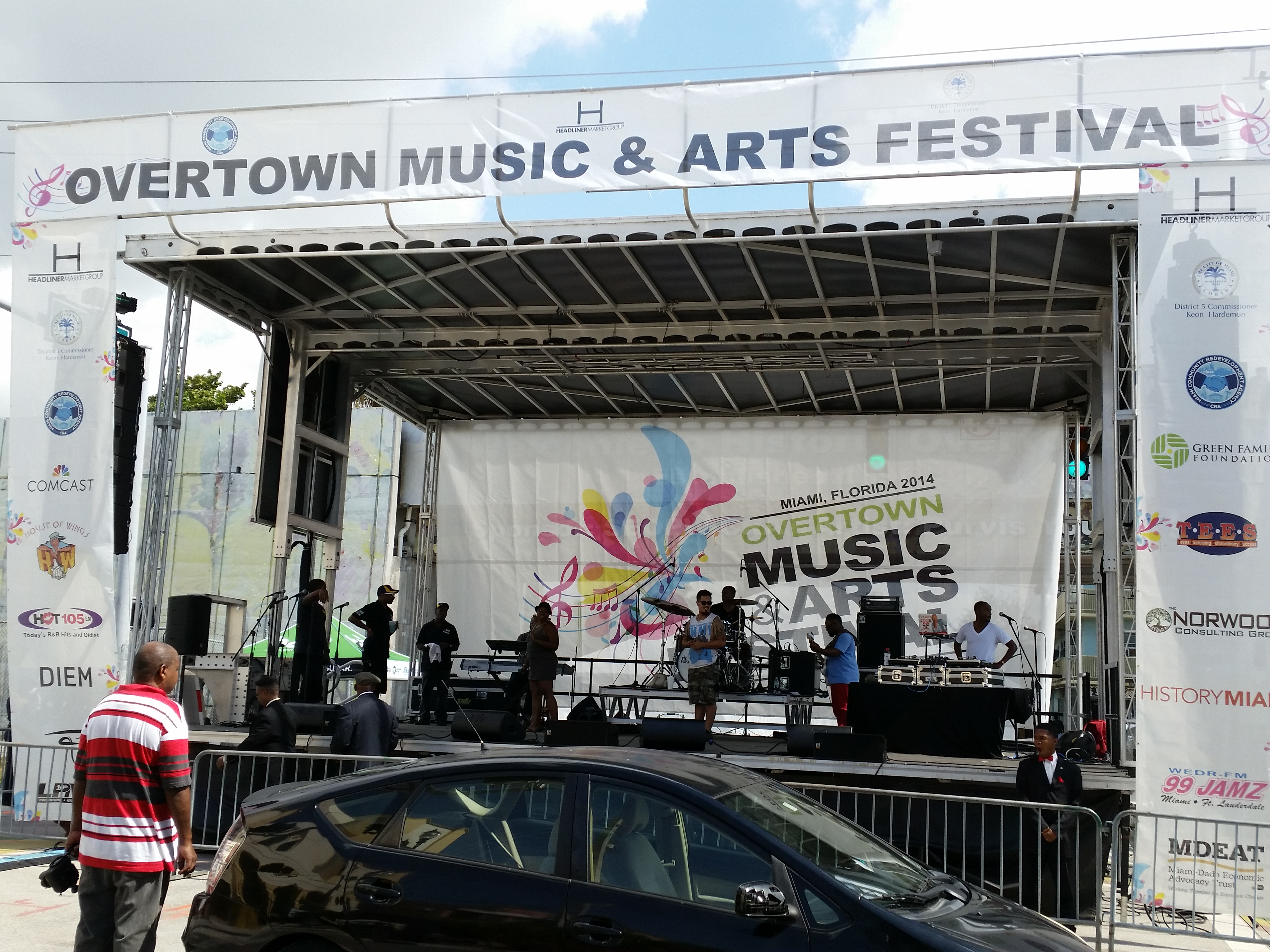
Overtown Music and Arts Festival